# Doze Colégios

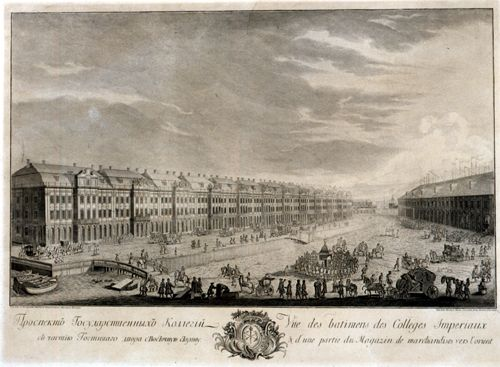
Os Doze Colégios em 1753.

Os Doze Colégios (em russo: Двенадцать Коллегий) é o maior edifício da era Petrina que ainda permanece em São Petersburgo. Foi projetado por Domenico Trezzini e Theodor Schwertfeger e construído de 1722 a 1744.

## Estrutura

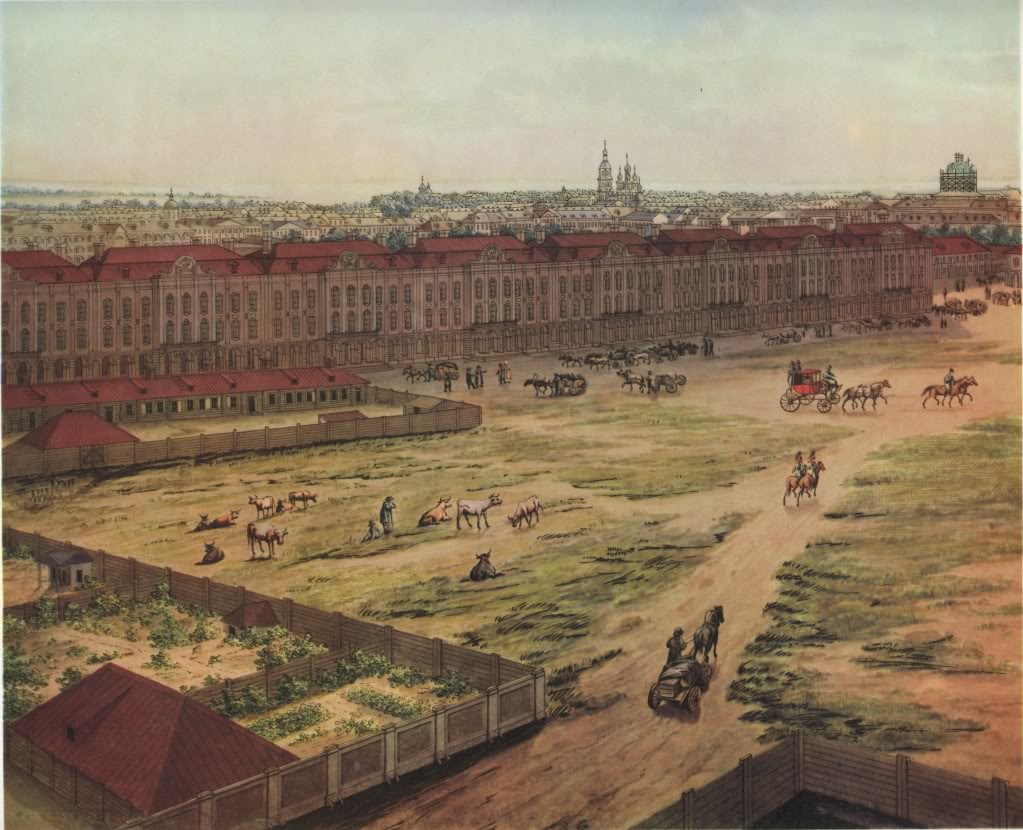
Os Doze Colégios em 182o.

O complexo de tijolos vermelhos de três andares com 12 edifícios tem 400 a 440 metros de comprimento, dando a ilusão de apenas um edifício enorme. O resultado é um complexo "austeramente estruturado" com um "estilo rústico". O projeto original separava os 12 edifícios individualmente. Na reestruturação posterior, eles foram conectados para formar o atual complexo.

## História
Os Doze Colégios foram encomendados por Pedro o Grande, que queria um lugar para o governo russo, na época dividido em 12 ramos:
- O Senado (criado em fevereiro de 1711, eventualmente renomeado "Conselho do Império")
- O Sínodo
- Nove colégios, que substituíram o antigo sistema prikazy (posteriormente substituído por Ministérios em 1802 sob o governo de Alexandre I da Rússia): Negócios Estrangeiros, Recolhimento de Receitas, Justiça, Despesas, Controle Financeiro, Guerra, Almirantado, Comércio, Mineração e Manufatura e Negócios.[3]

## Uso atual

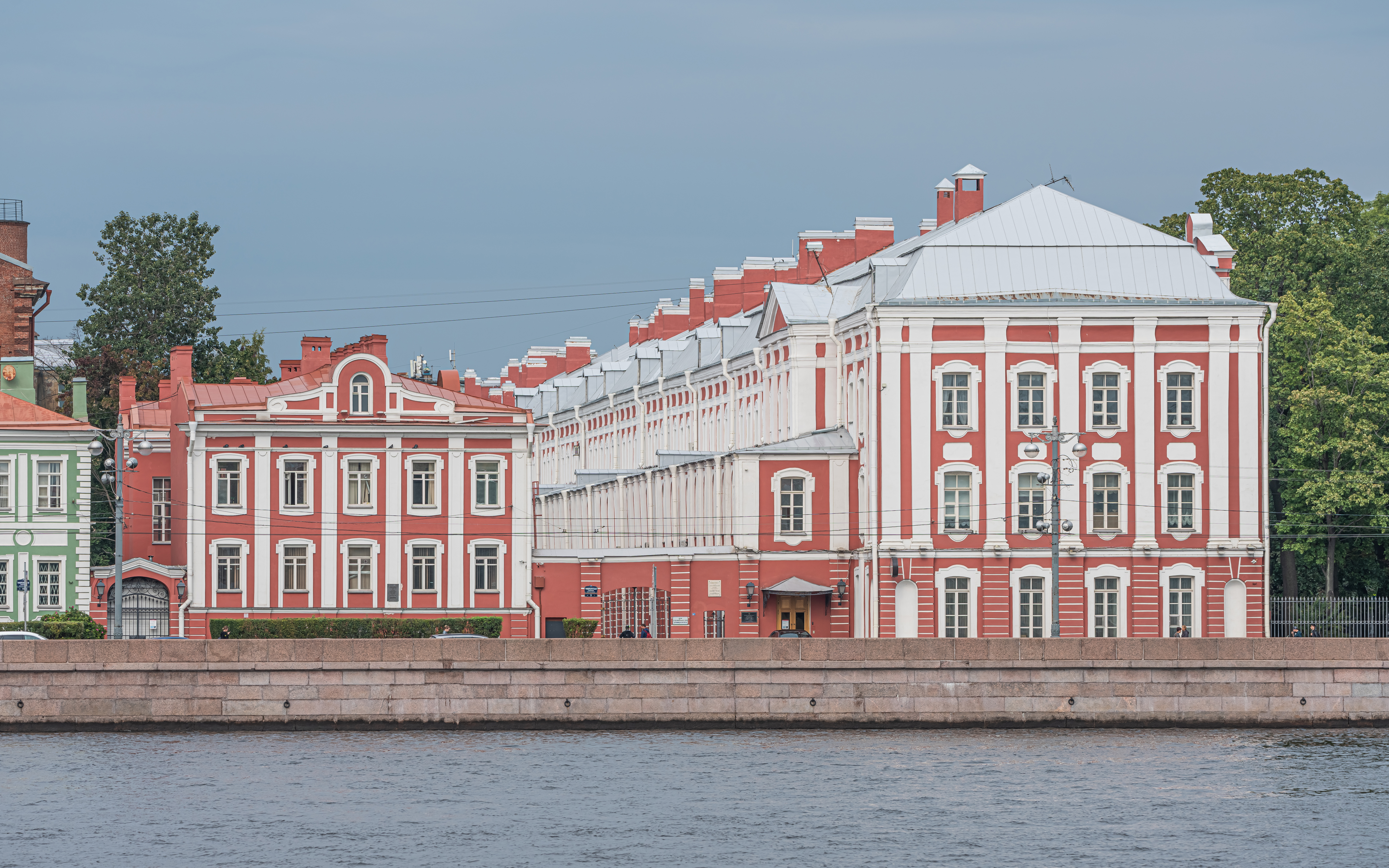
Hoje a Universidade Estatal de São Petersburgo.

Os Doze Colégios atualmente serve como uma das três estruturas barrocas petrinas para a Universidade Estatal de São Petersburgo. Os Doze Colégios são as matrizes da universidade, que foi fundada em 1819 (a Universidade Estatal reivindica ser a sucessora da Academia de São Petersburgo, que foi fundada em 1724), e está ao longo da rua Mendeleevskaya na ilha de Vassiliev.